# Friona spoliator
Friona spoliator är en stekelart som först beskrevs av Smith 1859.  Friona spoliator ingår i släktet Friona och familjen brokparasitsteklar. Inga underarter finns listade i Catalogue of Life.